# Indrani Corona
Indrani Corona est une corona, formation géologique en forme de couronne, située sur la planète Vénus par -37,5° S et 70,5° E. Elle est localisée dans le quadrangle d'Aino Planitia. Elle a été nommée en référence à Indrani, déesse hindoue de la fertilité. 

## Géographie et géologie
Indrani Corona couvre une surface circulaire d'environ 200 km de diamètre. 